# Ondina (Salvador)
Ondina é um dos bairros da chamada área nobre de Salvador, capital do estado brasileiro da Bahia. Localizado na parte sul da cidade, o Carnaval de Salvador termina nesse ponto, alguns quilômetros após a Barra (Circuito Barra-Ondina/Dodô). A Ondina tem uma praia urbana e alguns dos hotéis de grande porte da cidade (Othon Palace, Portobello, etc).

## Características
É caracterizado por abrigar muitos hotéis e prédios residenciais de luxo, além do campus-sede da Universidade Federal da Bahia (UFBA).
Possui ainda o zoológico da cidade, a Estação Meteorológica e a residência oficial do Governador (Palácio de Ondina). Este último está localizado no Alto de Ondina, elevação que é um dos atrativos do bairro por sua vista privilegiada.
Ondina junto à Barra tornaram-se parte do Circuito Dodô do carnaval soteropolitano (inicialmente o "circuito alternativo" ao tradicional Circuito Osmar no Campo Grande). Por estar localizado na orla, onde se concentram quase todos os camarotes e onde a maioria das bandas tocam é hoje o ponto mais badalado da festa.
Em Ondina também estão localizados o Instituto Pestalozzi e o Instituto Baiano de Reabilitação.
Uma pesquisa feita pelo jornal Correio em 2016 indicou que o bairro tem o preço mais caro de aluguel de imóvel em Salvador.

## Acesso e localização

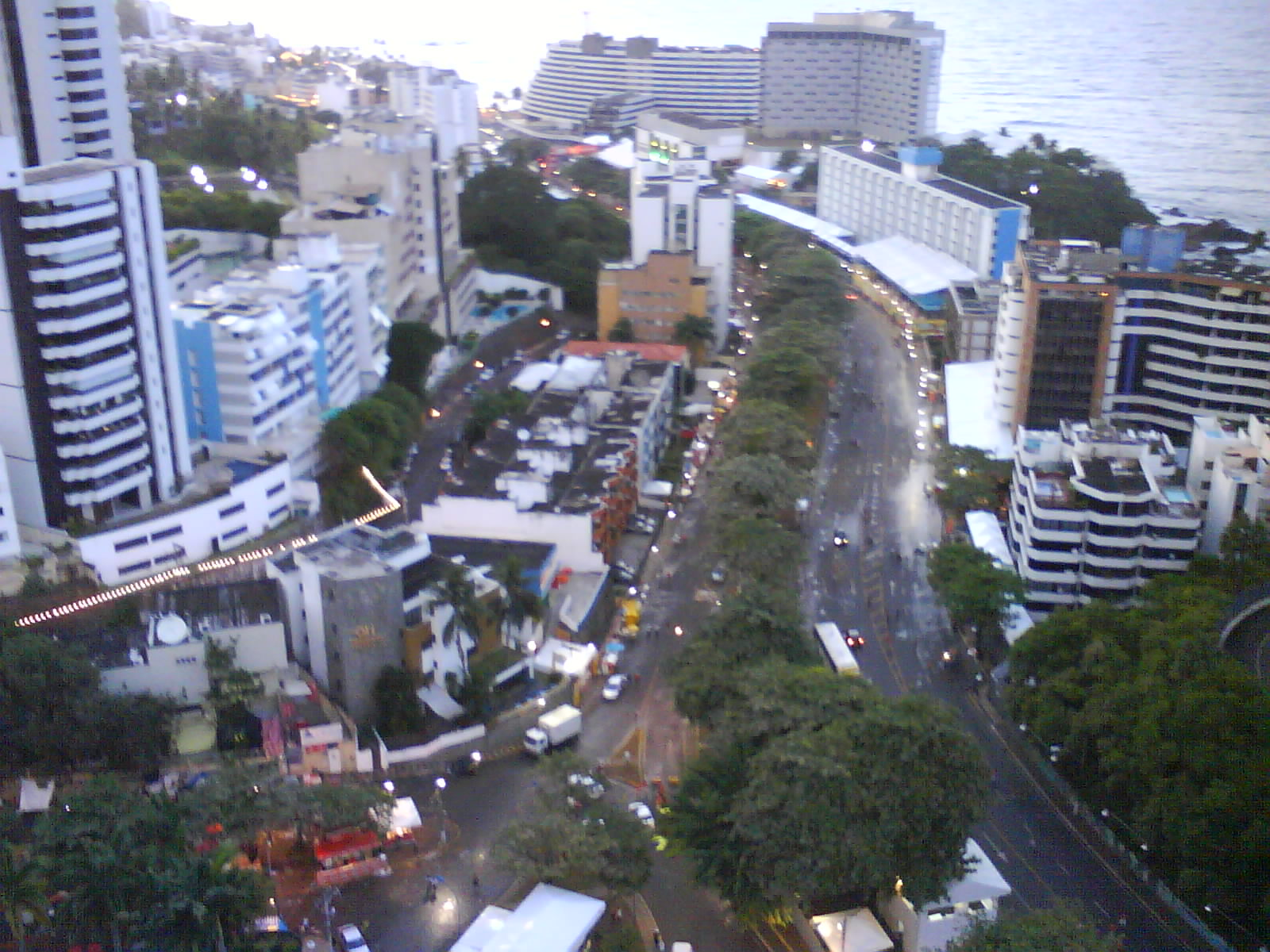
Vista aérea de trecho da Avenida Oceânica em Ondina

Vizinha da Barra, da Federação e do Rio Vermelho, o bairro é cortado pela Avenida Oceânica (paralela ao mar e que inicia no Farol da Barra) e pela Avenida Anita Garibaldi. Ambas são interligadas pela Avenida Milton Santos (anteriormente, Adhemar de Barros), via que dá acesso ao Parque Zoobotânico de Salvador e onde está localizada a Escola de Medicina Veterinária da Universidade Federal da Bahia (UFBA), o Instituto Biológico da Bahia e a Empresa Brasileira de Pesquisa Agropecuária (EMBRAPA). Entre a Avenida Milton Santos e a Avenida Anita Garibaldi está situado o câmpus Ondina-Federação da UFBA, onde estão a Biblioteca Central e várias de suas faculdades.
No bairro também está a rua Morro do Escravo Miguel, uma transversal à Avenida Oceânica ocupada também durante o carnaval e que dá acesso à praia. Tal rua foi objeto de recomendação da Defensoria Pública do Estado da Bahia (DPE-BA) à Prefeitura de Salvador, em 2024, para que seu nome seja alterado em função de conotação discriminatória racista percebida. A DPE sugeriu ainda que a nova denominação homenageasse uma personalidade com contribuição positiva à resistência e luta contra o racismo. Segundo o historiador Ricardo Carvalho, a origem do nome estaria no revolucionário Miguel de Buría (liderança da primeira insurreição de pessoas escravizadas contra o Império Espanhol) ou outra pessoa escravizada que ali se refugiou. Segundo o genealogista Paulo Valadares, a origem está em seu primo, Francisco Miguel do Prado Valadares, um construtor influente da atual construtora OEC (da família Odebrecht) que se percebia trabalhar em excesso ("como um escravo") para a riqueza que detinha. Nesse cenário, a designação "rua Morro Rei Miguel de Buria" foi proposta em projeto de lei na Câmara Municipal de Salvador (CMS), de autoria do vereador Carlos Muniz (então filiado ao Partido da Social Democracia Brasileira, PSDB, e presidente da CMS).

## Demografia
O bairro de Ondina foi listado como um dos mais violentos de Salvador, segundo dados do Instituto Brasileiro de Geografia e Estatística (IBGE) e da Secretaria de Segurança Pública (SSP) divulgados no mapa da violência de bairro em bairro pelo jornal Correio em 2012. Ficou entre os mais violentos em consequência da taxa de homicídios para cada cem mil habitantes por ano (com referência da ONU) ter sido "31-60", o terceiro pior nível.